# Rolls-Royce AE 2100

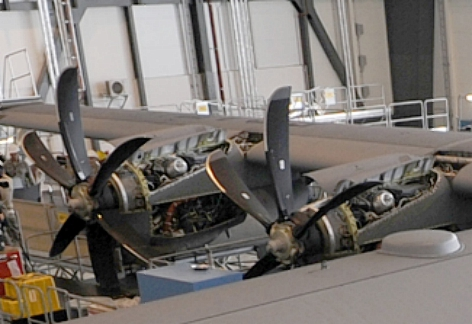
Rolls-Royce AE 2100D3 einer C-130J in Ramstein, 2010

Das AE 2100 ist ein Turboprop-Triebwerk, das von der Allison Engine Company (heute Teil von Rolls-Royce North America), entwickelt wurde.
Es ist eine Turboprop-Variante des Turbofan-Triebwerks Rolls-Royce T406 (AE 1107C-Liberty) und teilt sich mit ihm und dem Rolls-Royce AE 3007 den gleichen Hochdruckteil. Es war das erste, welches für Triebwerk- und Propellersteuerung jeweils eine volldigitale Steuerung (FADEC) einsetzte.

## Technische Daten
Das Zweiwellen-Triebwerk ist für eine Leistung im Bereich 2.685 bis 3.500 kW zugelassen. Es besitzt einen vierzehnstufigen Hochdruckverdichter und eine zweistufige Hochdruckturbine. Die ebenfalls zweistufige Niederdruckturbine treibt über ein Getriebe die Antriebswelle für den Propeller.
Weitere technische Daten (AE2100J):
- Leistung: 3.423 kW
- Länge: 2,9 m
- Durchmesser: 0,73 m
- Gewicht: 744 kg
- Druckverhältnis: 16,6

## Versionen

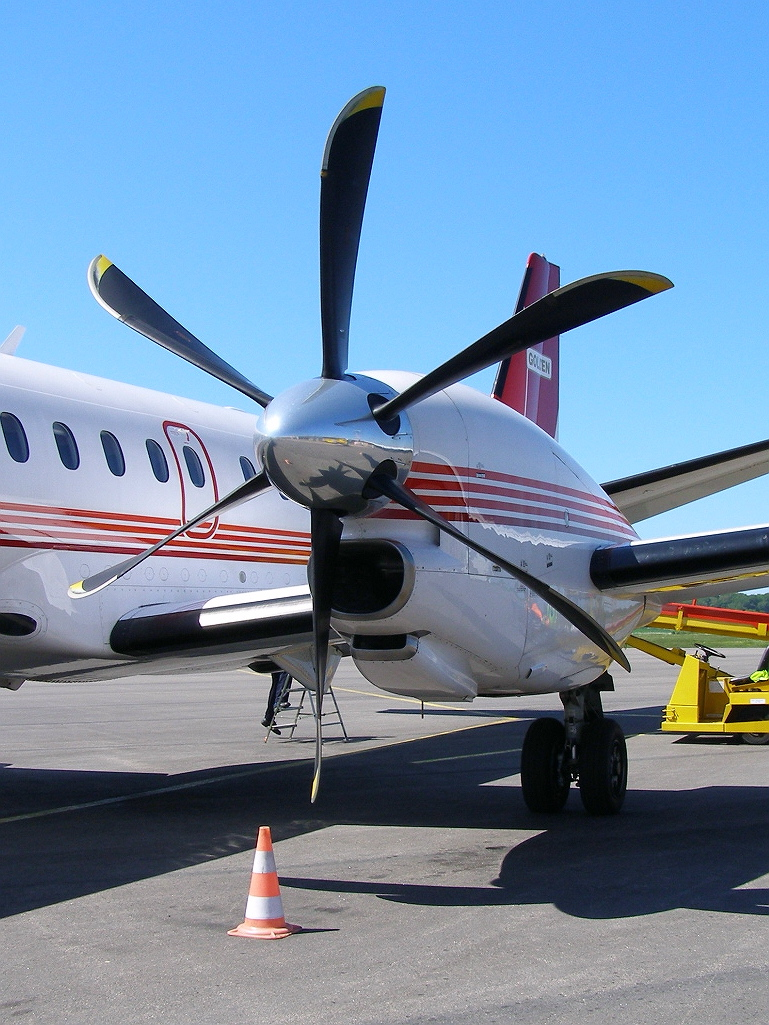
AE2100A einer Saab 2000

Es gibt mehrere Versionen des Triebwerks, die zivilen AE2100A und J und die militärische Varianten AE2100D2 und D3. Die wichtigsten Unterschiede der militärischen gegenüber den zivilen Varianten sind das Fehlen eines Öltanks und ihre größere Länge.

## Einsatz
- AE2100A
  - Saab 2000
  - N250 - Prototyp von IPTN in Indonesien
- AE2100D3
  - C-130J Super Hercules
  - C-27J Spartan
  - ShinMaywa US-2

Das Triebwerk nutzt neue Sechsblatt-Propeller des Herstellers Dowty für den Einsatz an der 50-sitzigen Saab 2000 und dem Transportflugzeug Lockheed Hercules C-130J. Laut Lockheed entwickelt jedes Triebwerk 4.591 Wellen-PS, was ein Anstieg von etwa 300 PS gegenüber den Triebwerken in der „H“-Variante der C-130 ist.